# Billerud AB
Billerud (Billerud AB) — шведская компания, является производителем упаковочной бумаги, была основана как дочерняя компания Stora Enso. В 2002 году Stora Enso продала свой пакет акций в 29,5 процента в Billerud AB. В 2012 году Billerud объединилась с Korsnäs, образуя BillerudKorsnäs AB.

## Сферы деятельности
- Упаковочная и специальная бумага для упаковки пищевых продуктов, сумок, промышленного применения и услуг в оптимизации упаковки и дизайна.
- Упаковочный картон для транспортировки фруктов
- Товарная целлюлоза для продажи на рынке хвойной целлюлозы производителям ткани, печати и в качестве писчей бумаги.

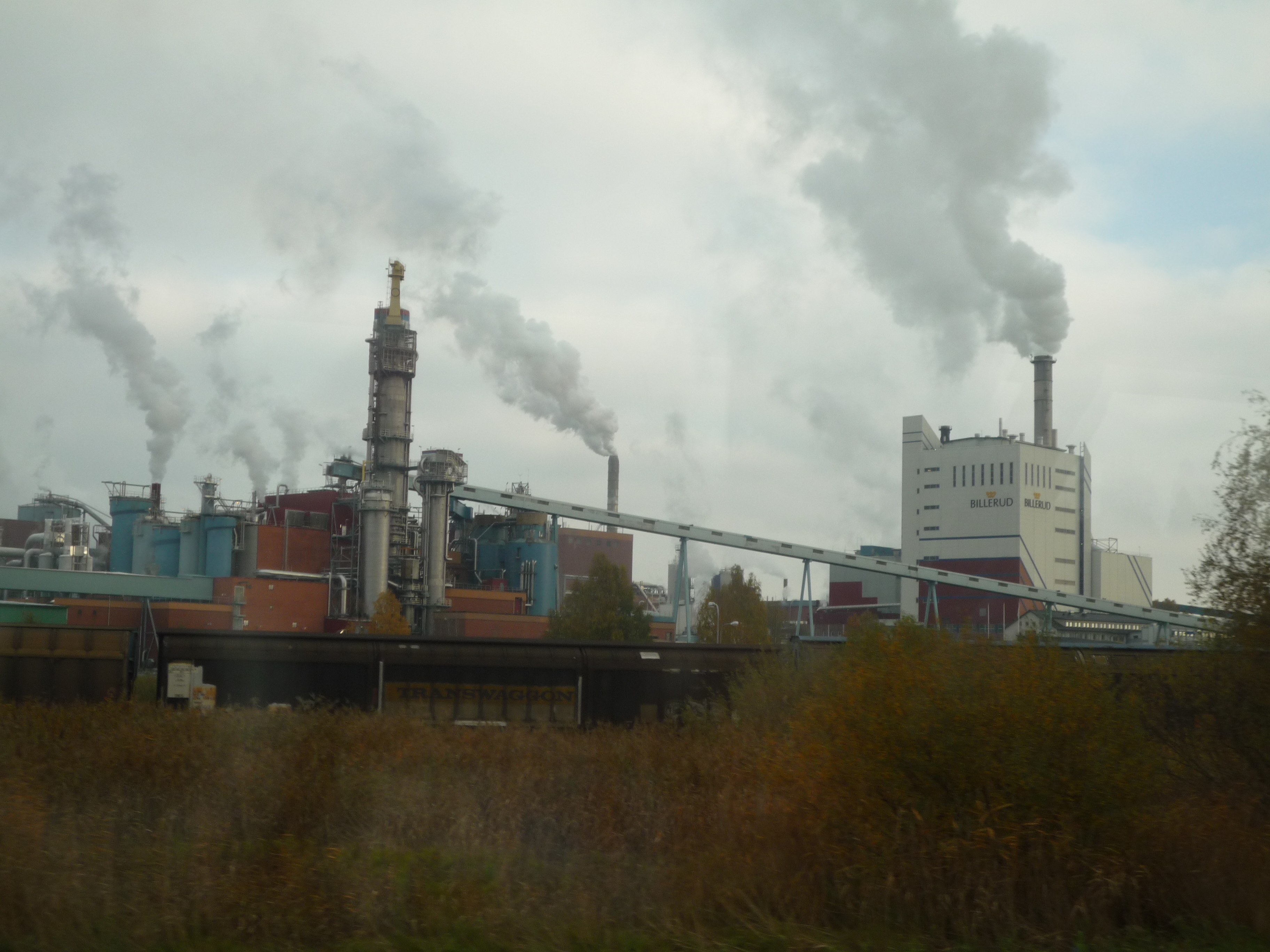
Одно из предприятий компании

## Основные акционеры
- FRAPAG Beteiligungsholding AG (Австрия), около 20 %
- SHB — около 3 %
- Swedbank Robur — около 2 %
- Норвежское государство — около 2 %
- AP фонд около 1,5 %